# Андрая Єавуд
Андрая Єавуд (англ. Andraya Yearwood, нар. 2002) — американська спортсменка-трансгендерка із Коннектикуту. Єавуд почала змагатися в команді серед дівчат середньої школи на початку квітня 2017 року та виборола серед дівчат перше місце у бігу на 100 та 200 метрів. Фініш Єавуд на другому місці у фіналі Міжшкільної легкоатлетичної конференції штату Коннектикут (CIAC) з бігу на 100 ярдів 4 червня 2017 року, після того, як вона поступилася іншій трансгендерній студентці, привернув увагу міжнародної преси.
Рішення штату Коннектикут дозволити Єрвуд змагатися в жіночій команді є предметом дискусій навколо Титулу IX і транслюдей. У 2018 році, пишучи про трансгендерів у спорті, ESPN назвав Єавуд та кількох інших спортсменок-трансгендерок «центром боротьби за майбутнє спорту». Єавуд змагалася без гормонів або блокаторів статевого дозрівання, що, за словами Vice Media, «могло сприяти перевазі». Однак Vice Media також заявила, що школи, які потребують медичної допомоги для трансгендерних спортсменів, створять перешкоду для вступу через вартість лікування. У червні 2018 року в штаті Коннектикут була створена петиція батьків студенток-спортсменок, яка мала на меті заборонити трансгендеркам брати участь у змаганнях серед дівчат. Ця петиція дозволила Єавуд виступити в програмі «Доброго ранку, Америко» і розглянути проблеми, пов'язані з петицією, і заохотити інших трансгендерних дівчат до змагань. Сім'ї трьох студенток, які змагалися проти Єавуд, подали позов у спробі заборонити трансгендерним спортсменкам змагатися в жіночих командах Коннектикуту; родини представлені консервативною некомерційною організацією Alliance Defending Freedom. У квітні 2021 року окружний суд відхилив позов як необґрунтований.
2019 року Андрая Єавуд з'явилася в документальному фільмі «Зміна гри», який висвітлює історії трьох спортсменок-трансгендерок і труднощі, з якими вони зіткнулися в спортивній індустрії, будучи трансгендерками. У документальному фільмі Єавуд розповідає про свій шлях становлення справжньої, автентичної особистості через усі труднощі, з якими вона зіткнулася під час дитинства.
2021 року адміністрація Байдена відкликала підтримку колишнього генерального прокурора Вільяма Барра щодо виключення Єавуд, переглянувши її право як жінки та її право займатися жіночим спортом.
Єавуд отримала інтерес від Гарвардського університету, Університету Коннектикуту, Спрінгфілдського коледжу та Вест-Пойнта для бігу з легкої атлетики в NCAA. Станом на 2021 рік вона була студенткою Центрального університету Північної Кароліни.

## Подальше читання
- Hudak, Amy (13 червня 2018). Transgender track stars win state championship, ignites debate. WKBN-TV News.
- Morgan-Smith, Kia (13 червня 2018). Transgender track athletes speak out about backlash over high school victory. The Grio.
- Title IX complaint against Connecticut Interscholastic Athletic Conference. Alliance Defending Freedom.
- Albl, Mary (6 березня 2019). Transgender Athlete Andraya Yearwood Entered At New Balance Nationals Indoor. www.runnerspace.com.